# Альберто Малезані
Альберто Малезані (італ. Alberto Malesani, нар. 5 червня 1954, Верона) — італійський футболіст, що грав на позиції півзахисника. По завершенні ігрової кар'єри — тренер. Найбільших результатів здобув з «Пармою», тренуючи яку у 1999 році став володарем Кубка Італії, Суперкубка Італії, а також Кубка УЄФА.

## Ігрова кар'єра
Народився 5 червня 1954 року в місті Верона. Ігрова кар'єра Альберто почалася у молодіжному складі клубу Аудаче" (Сан-Мікеле), також він виступав за молодь «Віченци», проте потім повернувся в «Аудаче» і навіть вийшов з клубом з Серії D в Серію C в сезоні 1976/77, провівши за клуб у тому сезоні 14 матчів, після чого завершив свою кар'єру в 23-річному віці.

## Кар'єра тренера
Після завершення кар'єри гравця Малезані почав працювати в амстердамському офісі компанії Canon, одночасно вивчаючи метод «тотального футболу» в школі «Аякса». Його пристрасть до цього футболу була такою, що на свій медовий місяць Малезані поїхав в Барселону, щоб поспостерігати за тренуваннями, проведеними Йоганом Кройфом.

Альберто Малезані під час роботи з «К'єво». 1995 рік.

У 1990 році Малезані виїхав з Амстердама в «К'єво», де почав працювати з молодіжним складом, а вже на наступний рік став помічником головного тренера клубу Карло Де Анджеліса у першій команді, а в 1993 році Малезані став головним тренером «К'єво», в першому ж сезоні вийшовши з клубом в Серію В. Це був історичний перший вихід цього клубу у другий дивізіон Італії.
Після трьох сезонів у Серії В, Малезані перейшов в клуб вищого дивізіону «Фіорентину», а через рік Альберто прийняв пропозицію «Парми», з якою Малезані виграв Кубок Італії, Кубок УЄФА і Суперкубок Італії, а також двічі зайняв з командою 4-е місце в чемпіонаті країни.
У сезоні 2000/01 Малезані був звільнений, після чого тренував «Верону». З нею він встановив своєрідний антирекорд — вперше в історії чемпіонату команда, яка після першого кола йшла на шостому місці, вилетіла із Серії А. Після цього він сказав: «Мабуть, мою зарплату потрібно скоротити відсотків на 40, а в Серію А повернемося вже в наступному році». Але впоратися із завданням Альберто не зміг. Потім Малезані тренував «Модену» і грецький «Панатінаїкос», під час роботи з яким Малезані постійно критикувала грецька преса, а 15 грудня 2005 року після нічиєї з аутсайдером «Іраклісом» у тренера стався припадок гніву, під час якого він кричав і гупав по столу. Крім цього Малезані 21 раз повторив слово «каццо» (італ. член), що є лайкою в італійській мові. У другій частині сезону він повернувся на вершину, закінчивши чемпіонат на третьому місці. Наприкінці квітня він заявив, що повернеться до Італії з сімейних причин, перервавши свої стосунки з грецькою командою наприкінці сезону.
У 2007 році Малезані зайняв пост головного тренера клубу «Удінезе», замінивши звільненого Джованні Галеоне, але посів з клубом лише 10-е місце, після чого був звільнений. 27 листопада 2007 року Малезані був представлений як головний тренер клубу «Емполі», замість Луїджі Каньї, але 31 березня 2008 року Малезані був звільнений, після домашньої поразки 0:2 від клубу «Сампдорія», яка опустила «Емполі» на останнє місце в Серії А.
23 листопада 2009 року Малезані очолив «Сієну», яка на момент приходу спеціаліста, перебувала на останньому місці в чемпіонаті Італії . 21 травня 2010 року звільнений з поста головного тренера «Сієни», після того як закінчив сезон на передостанньому місці і вилетів з командою в Серію В.
1 вересня 2010 року призначений головним тренером «Болоньї». По закінченні сезону Альберто покинув клуб, який посів у чемпіонаті 16-е місце.

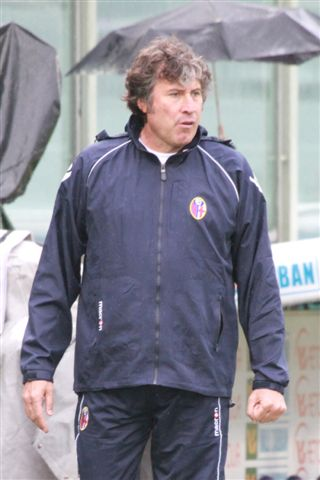
Альберто Малезані під час роботи з «Болонєю». 2011 рік.

26 травня 2011 рік Малезані очоливши клуб «Дженоа», він сказав: «Шанувальники будуть насолоджуватися атакуючим футболом „Дженоа“. Ми будемо грати за схемою 3-4-3». 19 червня 2011 року інформація про призначення Малезані на пост головного тренера «Дженоа» знайшла своє офіційне підтвердження. Контракт підписаний строком на 1 рік з можливістю продовження ще на рік. 22 грудня 2011 року, через день після поразки від «Наполі» з рахунком 1:6, був звільнений зі свого посту, але 2 квітня 2012 року повернувся на посаду головного тренера клубу після звільнення Паскуале Маріно. 23 квітня 2012 року, через день після розгромної поразки в домашньому матчі від «Сієни» (1:4), Малезані був звільнений, а на його місце призначено Луїджі Де Каніо.
5 лютого 2013 року призначений на пост головного тренера «Палермо». Змінив на цьому посту Джан П'єро Гасперіні. Проте, лише після трьох матчів, які усі закінчились внічию, вже 24 лютого 2013 року Малезані був звільнений з посади.
29 січня 2014 року призначений головним тренером «Сассуоло». Змінив на цьому посту Еусебіо Ді Франческо. Проте і в цій команді протримався дуже недовго. Під керівництвом Малезані клуб провів 5 матчів (проти «Верони», «Інтернаціонале», «Наполі», «Лаціо» і «Парми»), усі програв, після чого на посаду головного тренера було повернуто Ді Франческо.

## Титули і досягнення

### Як тренера
- Володар Кубка Італії (1):

«Парма»: 1998–199
- Володар Суперкубка Італії (1):

«Парма»: 1999
- Володар Кубка УЄФА (1):

«Парма»: 1998–99